# Mammatus
Mammatus, ook wel bekend als mammatocumulus of simpelweg mamma is een type wolk. De naam mammatus is afgeleid van het Latijnse mamma ('uier' of 'borst').
De wolk is zeer opvallend door de bolvormige uitzakkingen. De gemiddelde bol heeft een diameter van 1 tot 3 km en een hoogte van 0,5 km.
De wolken blijven gemiddeld 15 minuten tot een uur hangen, tot de bui is overgewaaid.

## Formatie
De wolk komt voor bij buien en vormt zich dus ook vaak onderaan een cumulonimbus. Als de lucht onderaan de wolk warm en vochtig is, condenseert een deel van de waterdamp in koude druppels. Deze zakken door tot ze de typische mammatus-bollen vormen.